# الحدود السعودية القطرية
يبلغ طول الحدود بين قطر والمملكة العربية السعودية 87 كيلومترًا (54 ميلًا) وتمتد من ساحل خليج البحرين في الغرب إلى ساحل الخليج العربي في الشرق.

## التفاصيل
تبدأ الحدود من الغرب عند خليج سلوى ، وتتقدم براً عبر 4-5 خطوط مستقيمة وتشكل قوساً عريضاً ينتهي في الشرق عند ساحل خور العديد.